# Oficina del Comisario de Información
La Oficina del Comisario de Información (ICO) es un organismo público no departamental que depende directamente del Parlamento del Reino Unido y está patrocinado por el Departamento de Cultura, Medios de Comunicación y Deporte. Es la oficina reguladora independiente (autoridad nacional de protección de datos) que se ocupa de la Ley de Protección de Datos de 2018 y el Reglamento General de Protección de Datos, el Reglamento de Privacidad y Comunicaciones Electrónicas (Directiva CE) de 2003 en todo el Reino Unido; y la Ley de Libertad de Información de 2000 y el Reglamento de Información Ambiental de 2004 en Inglaterra, Gales e Irlanda del Norte y, en una medida limitada, en Escocia.